# Liste der Gewerkschaften in Namibia
Die Liste der Gewerkschaften Namibias umfasst alle aktiven Gewerkschaften in Namibia. Die Einzelgewerkschaften gehören drei großen Gewerkschaftsverbänden an. Sie vertreten gemeinsam mehr als 150.000 Mitglieder.

## NANLO
Der Gewerkschaftsbund Namibia National Labour Organisation (NANLO) (deutsch Namibia Nationale Arbeitskraft-Organisation) wurde als letzter Verband erst 2014 gegründet. Sie vertritt 5000 bis 10.000 Arbeitnehmer, eigenen Angaben nach 21.000 (Stand 2016).
| Name                                                | Abkürzung | Zielgruppe                                     | Mitglieder | Gründung | Anmerkung |
| --------------------------------------------------- | --------- | ---------------------------------------------- | ---------- | -------- | --------- |
| Metal, Mining, Maritime and Construction Union      | MMMC      | Metall, Bergbau, Fischerei und Baugewerbe      |            |          |           |
| Namibia Parastatals and Civil Service Workers Union | NPCWU     | Öffentlicher Dienst                            |            |          |           |
| Solidarity Union                                    | SU        | Einzelhandel, Gewerbe, Tourismus, Hotelgewerbe |            |          |           |

## NUNW
Der Gewerkschaftsbund National Union of Namibian Workers (NUNW) (deutsch Nationale Gewerkschaft namibischer Arbeiter) vereinigt folgende neun Einzelgewerkschaften und vertritt fast 85.000 Mitglieder:
| Name                                       | Abkürzung | Zielgruppe          | Mitglieder | Gründung | Anmerkung |
| ------------------------------------------ | --------- | ------------------- | ---------- | -------- | --------- |
| Metal and Allied Namibian Workers Union    | MANWU     | Metall              | 8000       | 1987     |           |
| Mine Workers Union of Namibia              | MUN       | Bergbau             | 8000       | 1986     |           |
| Namibia Financial Institutions Union       | NAFINU    | Finanzwesen         | 4500       | 2000     |           |
| Namibia Food and Allied Workers Union      | NAFAU     | Lebensmittel        | 12.000     | 1986     |           |
| Namibia Music Industry Union               | NAMIU     | Musik               | 400        | 2002     |           |
| Namibia National Teachers Union            | NANTU     | Lehrer              | 16.000     | 1989     |           |
| Namibia Public Workers Union               | NPWU      | Öffentlicher Dienst | 25.000     | 1987     |           |
| Namibia Transport and Allied Workers Union | NATAU     | Transport           | 4000       | 1988     |           |
| Namibia Farmworkers’ Union                 | NAFWU     | Farmarbeiter        | 7000       | 1994     |           |

## TUCNA
Der Gewerkschaftsbund Trade Union Congress of Namibia (TUCNA) (deutsch Gewerkschaftskongress von Namibia) ging 2002 aus der Namibia Federation of Trade Unions (NAFTU) und Namibia People’s Social Movement (NPSM) hervor. Sie vereinigt folgende 13 Einzelgewerkschaften (Stand 2017) und vertritt fast 62.000 Mitglieder:
| Name                                                   | Abkürzung     | Zielgruppe             | Mitglieder | Gründung | Anmerkung                                               |
| ------------------------------------------------------ | ------------- | ---------------------- | ---------- | -------- | ------------------------------------------------------- |
| Bank Workers Union of Namibia                          | BAWON         | Banken                 | 500        | 1998     |                                                         |
| Namibia Bank Workers Union                             | NBWU          | Banken                 | 500        |          |                                                         |
| Namibia Building Workers Union                         | NABWU         | Baugewerbe             | 4000       |          | seit dem 3. Mai 2024 zwangsmäßig nicht mehr registriert |
| Namibia Fishing Industries and Fishermen Workers Union | NFI & FWU     | Fischerei              | 500        |          | seit dem 3. Mai 2024 zwangsmäßig nicht mehr registriert |
| Namibia Football Players Union                         | NFPU          | Fußball                |            |          |                                                         |
| Namibia Fuel and Allied Workers Union                  | NAFAWU        | Petroleum              |            | 2004     | seit dem 3. Mai 2024 zwangsmäßig nicht mehr registriert |
| Namibia Nurses Union                                   | NANU          | Krankenpflege          | 3500       |          |                                                         |
| Namibia Retail and Allied Workers’ Union               | NRAWU         | Einzelhandel           |            |          |                                                         |
| Namibia Seamen & Allied Workers Union                  | NASAWU        | Schifffahrt            | 7500       | 1996     |                                                         |
| Namibia Security Guards and Watchmen’s Union           | NASGWU        | Sicherheit             | 400        | 1995     | seit dem 3. Mai 2024 zwangsmäßig nicht mehr registriert |
| Namibia Wholesale and Retail Workers Union             | NWRWU & NABWU | Groß- und Einzelhandel | 15.000     | 1993     |                                                         |
| Public Service Union of Namibia                        | PSUN          | Öffentlicher Dienst    | 23.000     | 1981     | Government Service Staff Association bis 1993           |
| Teachers Union of Namibia                              | TUN           | Lehrer                 | 7000       | 1990     |                                                         |

## Weitere

### Außerhalb der Gewerkschaftsbünde
- Namibia Domestic and Allied Workers Union (NDAWU) – seit 1990/2013, 1900 Mitglieder[6]
- Namibian National Farmers Union (NNFU) – seit 1992[7]
- Namibia Revolutionary Transport Union (NARETU) – seit August 2021, 800 Mitglieder

### Unbekannte Zugehörigkeit
- Local Authority Union of Namibia (LAUN)
- Namibia Cabin Crew Union (NCCU) – seit dem 3. Mai 2024 zwangsmäßig nicht mehr registriert[5]
- Namibia Local Authority Workers Union (NALAWU), seit 2013
- Namibia Media Professionals Union (NAMPU), seit 2021[8]
- Namibia United Truck Driver’s Union (NUTDU) – seit dem 3. Mai 2024 zwangsmäßig nicht mehr registriert[5]
- Tourism and Allied Workers Union of Namibia (TAWUN)
- Union for Institutional and Household Employees of Namibia (UIHENI) – seit dem 3. Mai 2024 zwangsmäßig nicht mehr registriert[5]

## Historische Gewerkschaften
- South West Africa Native Labour Association (SWANLA)